# Bashguetala maculipennis
Bashguetala maculipennis är en insektsart som beskrevs av Rauno E. Linnavuori 1973. Bashguetala maculipennis ingår i släktet Bashguetala och familjen kilstritar. Inga underarter finns listade i Catalogue of Life.